# Gemeindezentrum Mariendorf-Ost

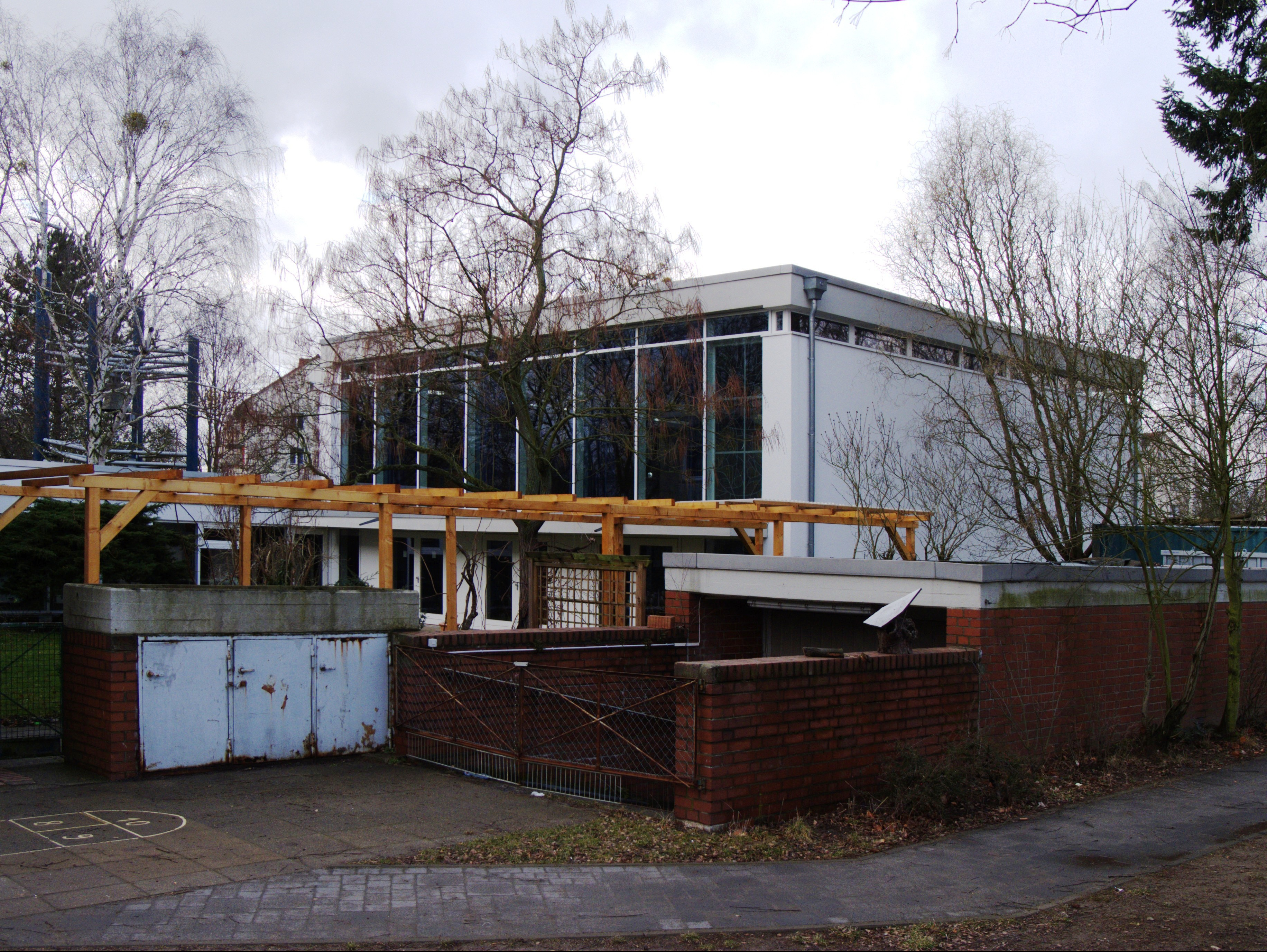
Gemeindezentrum Mariendorf-Ost

Das evangelische Gemeindezentrum Mariendorf-Ost, in zwei Bauabschnitten 1964–1966 nach einem Entwurf des Architekten Ewald Bubner erbaut, steht an der Liviusstraße 25 im Berliner Ortsteil Mariendorf des Bezirks Tempelhof-Schöneberg.

## Geschichte
Die evangelische Kirchengemeinde Mariendorf-Ost wurde am 1. Januar 1961 von der Gemeinde der Dorfkirche Mariendorf abgeteilt und selbstständig. Am 30. September 1962 erfolgte die Grundsteinlegung für ein neues Gemeindezentrum, am 4. Oktober 1964 die Einweihung des ersten Gebäudekomplexes. Bis zur Fertigstellung des Gemeindesaals 1966 fanden die Gottesdienste weiterhin in der Kapelle Zu den vier Aposteln in der Rixdorfer Straße statt. Ursprünglich war auch eine Kirche als dritter Bauabschnitt geplant. Da aber dafür kein Geld vorhanden war, wurde sie nicht gebaut. 1973 wurde im Kirchsaal eine Empore eingebaut. Eine neue Orgel wurde 1977 aufgestellt. Die Bunt-Kunstverglasung durch Hans Beyermann im Kirchsaal erfolgte 1980.

## Baubeschreibung
Die flachgedeckte Saalkirche ist ein eigenständiger Gebäudetrakt, in einem Anbau sind Jugendräume, das Gemeindebüro und Wohnungen untergebracht. Die Längswände der Saalkirche sind großflächig verglast. Die Stirnwände sind bis auf ein hochliegendes Fensterband verschlossen.
Vor der Gebäudegruppe steht an der Rixdorfer Straße frei ein unverkleideter stählerner Glockenträger. Dort hängt eine Bronzeglocke, die 1966 von Petit & Gebr. Edelbrock gegossen wurde. Sie hat eine Höhe von 69 cm, einen Durchmesser von 86 cm, eine Krone von 12 cm und wiegt 370 kg. Ihr Schlagton ist b'.